# Pihtla (gemeente)
Pihtla (Estisch: Pihtla vald) is een voormalige gemeente in de Estlandse provincie Saaremaa. De gemeente telde 1382 inwoners (1 januari 2017) en had een oppervlakte van 228,8 km². Ze lag aan de zuidkust van het eiland Saaremaa. De hoofdplaats was Pihtla. Het onbewoonde eiland Allirahu hoorde bij de gemeente.
In oktober 2017 werden alle gemeenten op het eiland Saaremaa samengevoegd tot één gemeente Saaremaa.

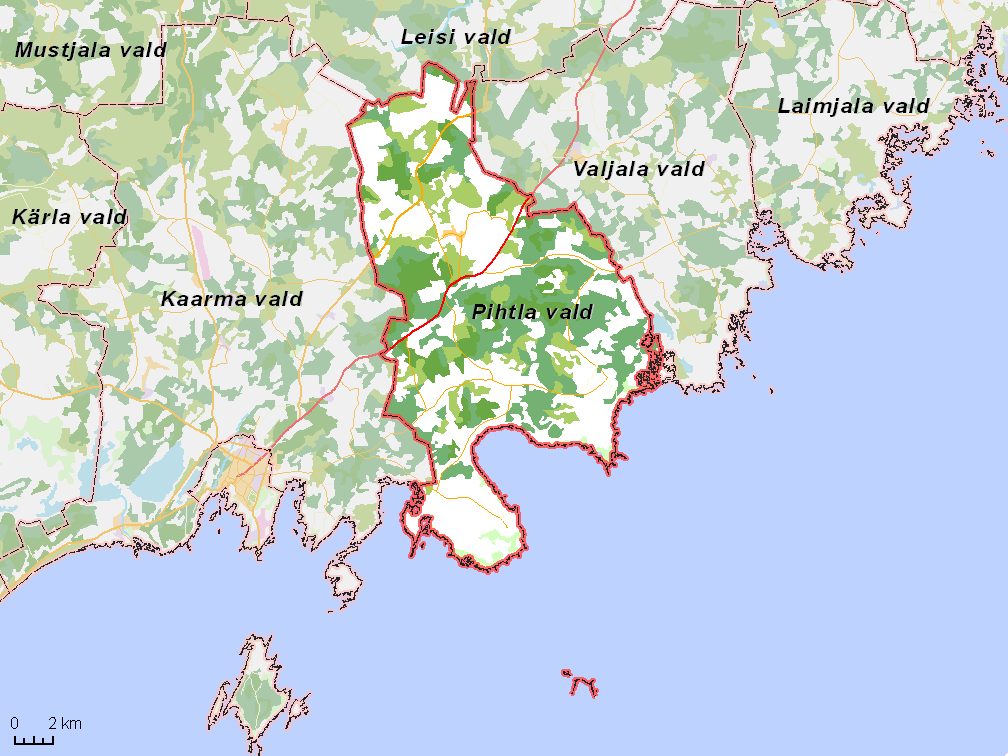
De gemeente met omliggende gemeenten, situatie begin 2014

## Plaatsen
In de gemeente lagen de volgende plaatsen: Eiste, Ennu, Haeska, Hämmelepa, Iilaste, Ilpla, Kaali, Kailuka, Kangrusselja, Kiritu, Kõljala, Kõnnu, Kuusiku, Laheküla, Leina, Liiva, Liiva-Putla, Masa, Matsiranna, Metsaküla, Mustla, Nässuma, Pihtla, Püha, Rahniku, Räimaste, Rannaküla, Reeküla, Reo, Sagariste, Salavere, Sandla, Sauaru, Saue-Putla, Sepa, Sutu, Suure-Rootsi, Tõlluste, Vanamõisa, Väike-Rootsi en Väljaküla.